# Castelnuovo Berardenga
Castelnuovo Berardenga is een gemeente in de Italiaanse provincie Siena (regio Toscane) en telt 8013 inwoners (31-12-2004). De oppervlakte bedraagt 177,0 km², de bevolkingsdichtheid is 45 inwoners per km².
De volgende frazioni maken deel uit van de gemeente: Casetta, Montaperti, Quercegrossa.

## Demografie
Castelnuovo Berardenga telt ongeveer 3172 huishoudens. Het aantal inwoners steeg in de periode 1991-2001 met 18,3% volgens cijfers uit de tienjaarlijkse volkstellingen van ISTAT.
| Jaar | Inwoneraantal |
| ---- | ------------- |
| 1991 | 6316          |
| 2001 | 7470          |

## Geografie
De gemeente ligt op ongeveer 351 m boven zeeniveau.
Castelnuovo Berardenga grenst aan de volgende gemeenten: Asciano, Bucine (AR), Castellina in Chianti, Gaiole in Chianti, Monteriggioni, Radda in Chianti, Rapolano Terme, Siena.

## Foto's

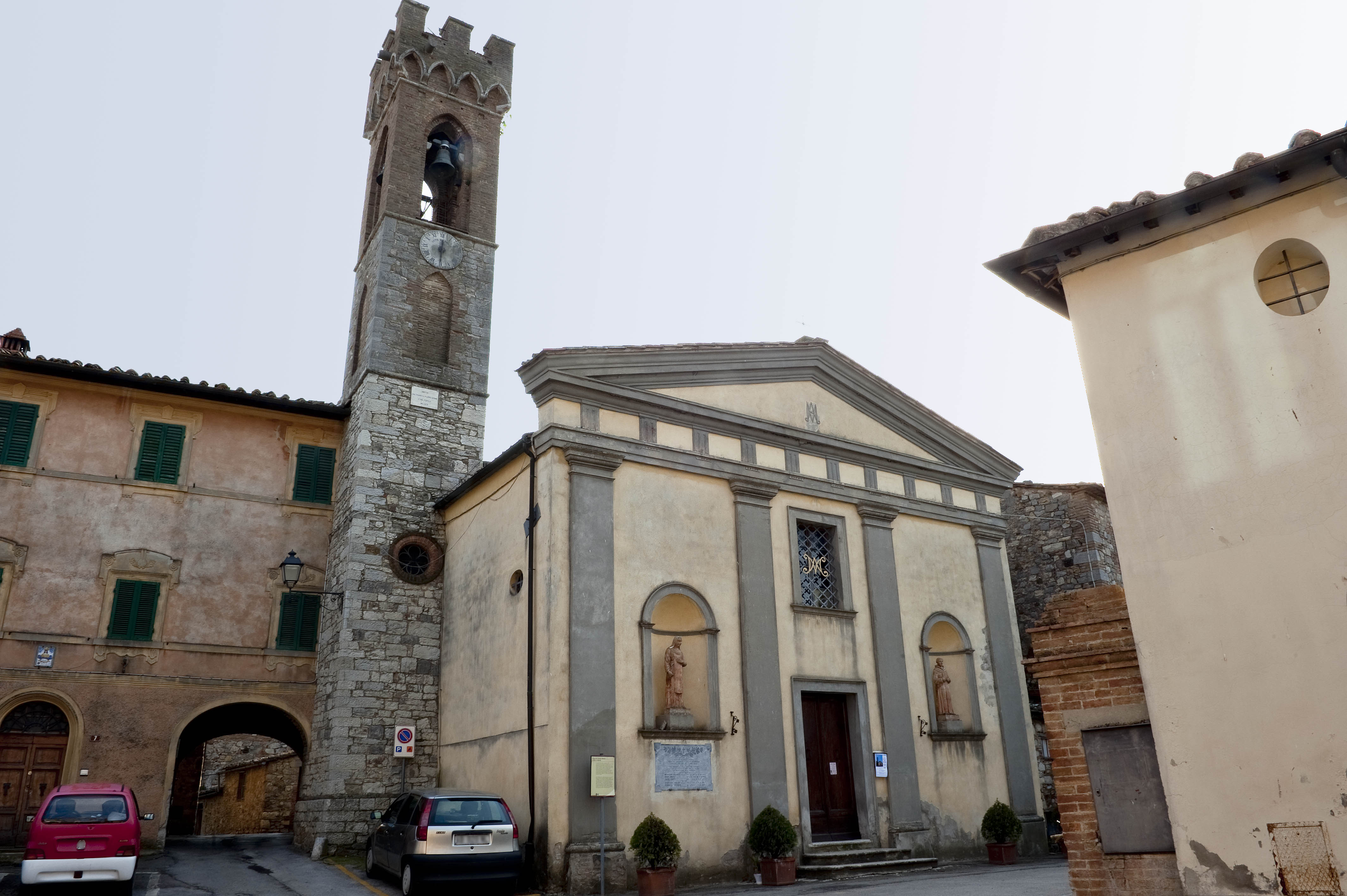
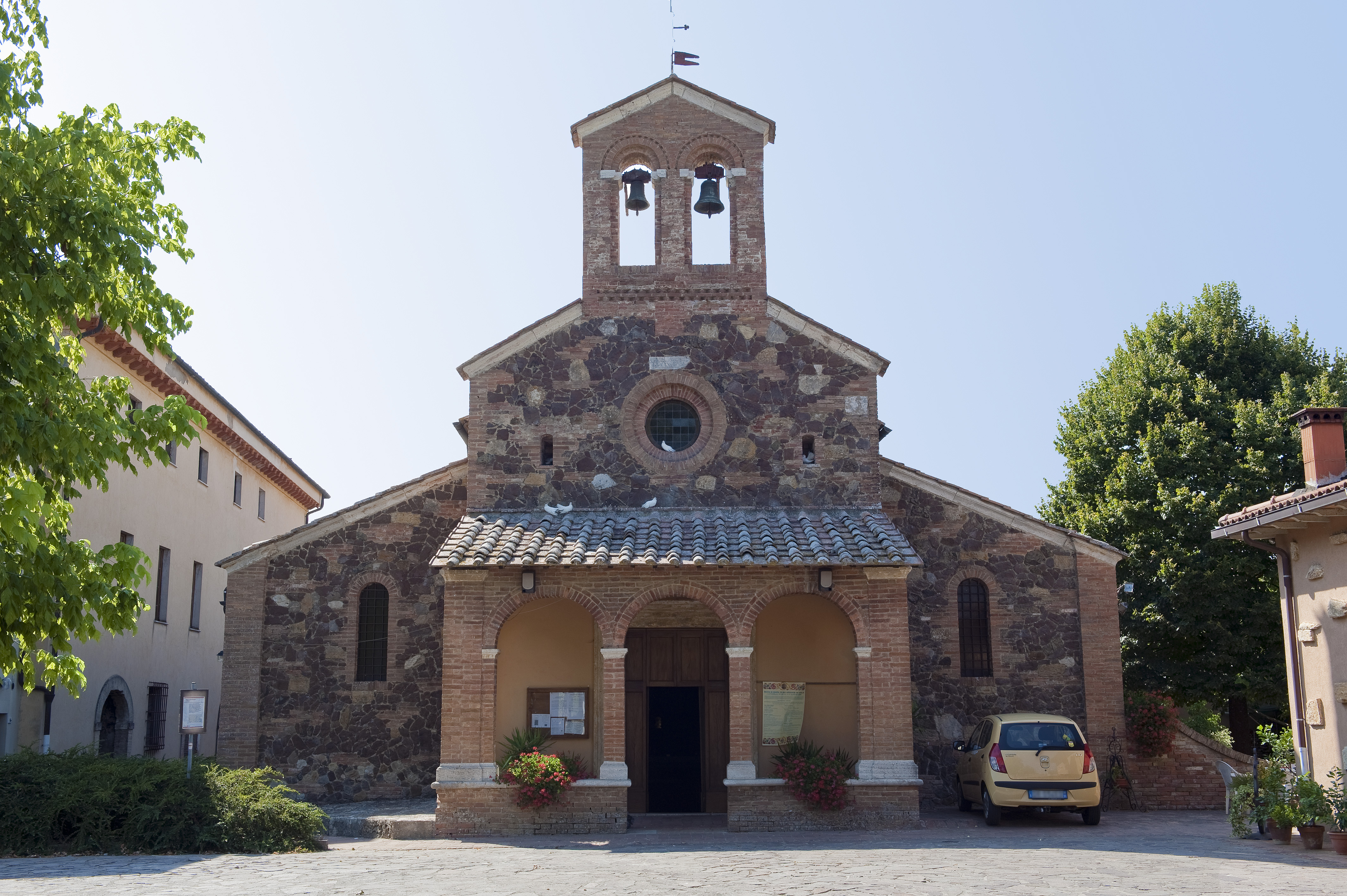
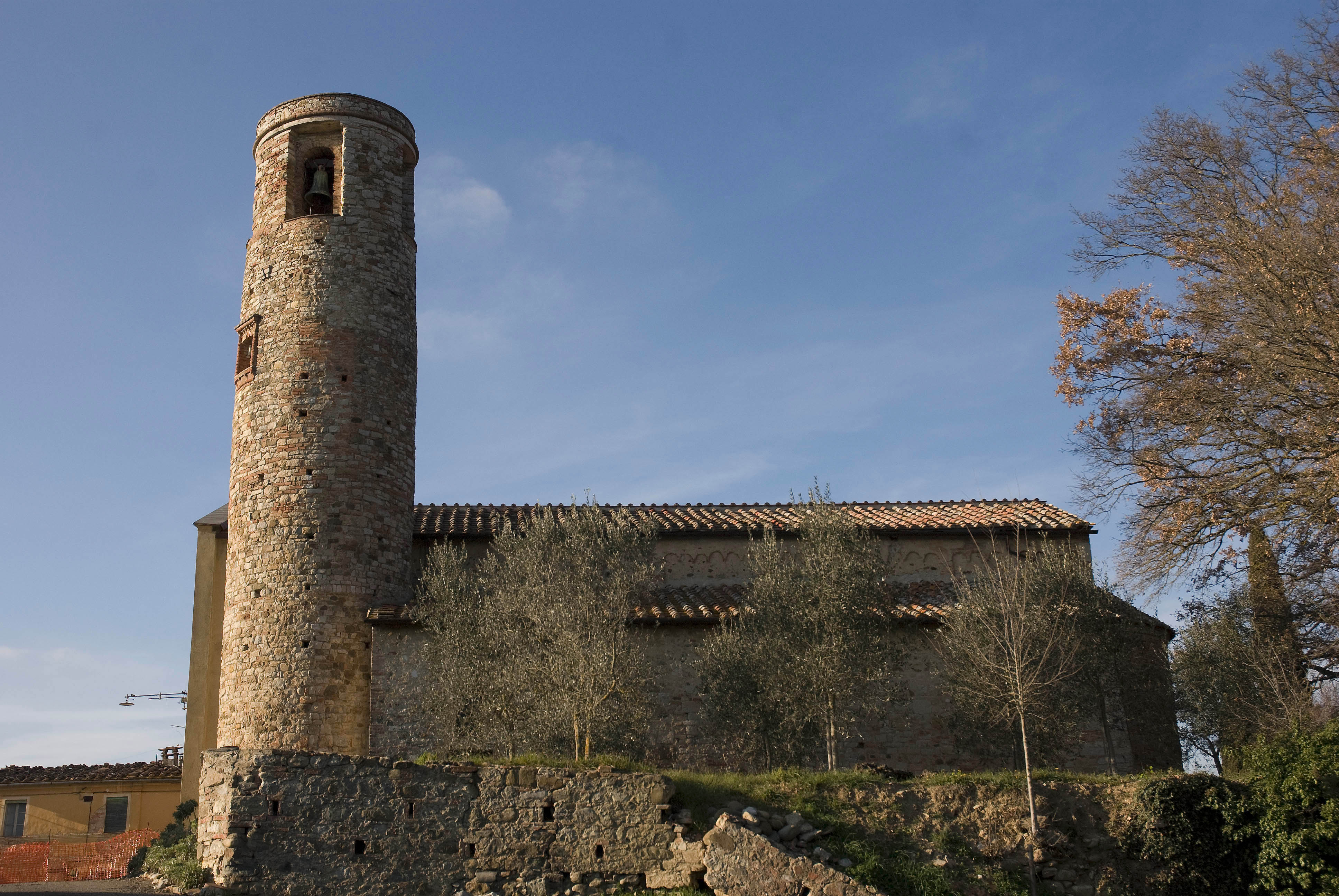
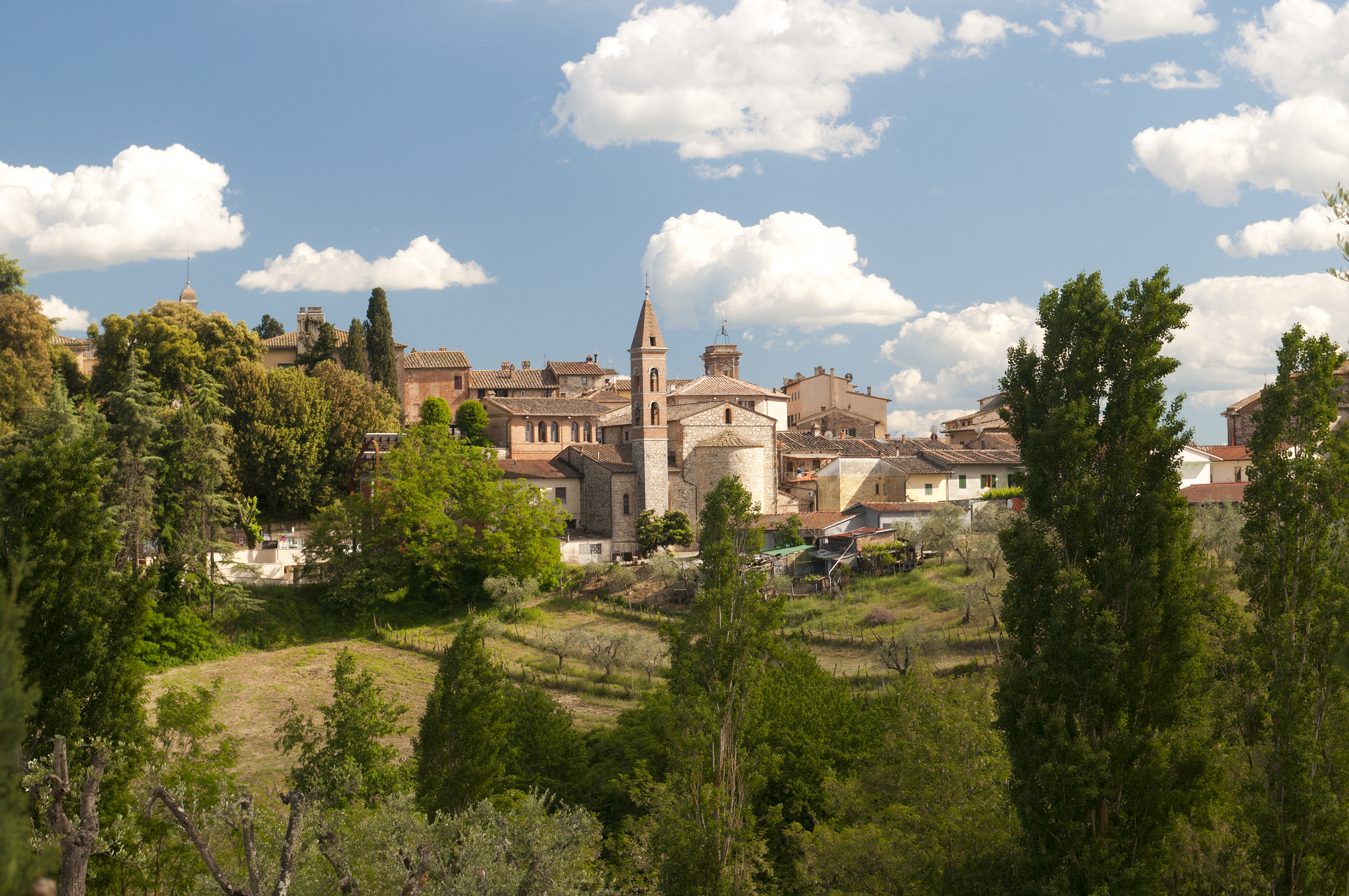
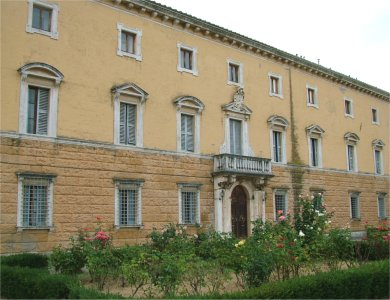